# Калістратова Софія Василівна
Софія Василівна Калістратова (6 (19) вересня 1907 , Олександрівка (Кореневський район), Курська губернія  — 5 грудня 1989 , Москва ) — радянський адвокат, член Московської Гельсінкської групи, відома своїми правозахисними документами та виступами на політичних процесах над радянськими дисидентами.

## Біографія
Софія Калістратова народилася у вересні 1907 р. в місті Рильську. З 1925 року жила в Москві, закінчила юридичний факультет МДУ в 1930 і відтоді працювала професійним юристом.
У 1943⁣ — ⁣1976 роках — адвокат Московської колегії адвокатів.
У 1960 паспортистка, вписуючи її прізвище, помилилася і написала «Калістратова» замість «Каллістратова», після чого в одних історичних документах вона фігурує як «Калістратова», а в інших — як «Каллістратова».

## Правозахисна діяльність
Калістратова вела десятки, якщо не сотні різних справ, як кримінальних, так і політичних, захищала самовидавців, відмовників, кримських татар. Серед її підзахисних Віктор Хаустов, Вадим Делоне, І. Яхимович, Петро Григоренко, Наталія Горбаневська (брала участь у виданні журналу «Хроніка поточних подій»).
Небагато адвокатів, які захищали обвинувачуваних за статтею 190-1 КК РРФСР (поширення завідомо неправдивих відомостей, що ганьблять радянський державний і суспільний лад) та/або за статтею 70 КК РРФСР (антирадянська агітація і пропаганда) насмілювалися, як Софія Калістратова і Діна Камінська, доводити невинність підзахисних. Іноді здавалося, що робота адвоката безглузда, тому що вирок готується ще до початку судового процесу. Таким адвокатам, як Калістратова, Юлій Кім присвятив «Адвокатський вальс».
Калістратова співпрацювала з Валерієм Чалідзе і Андрієм Сахаровим в Московському Комітеті прав людини СРСР. Спільно з іншими учасниками вела «Хроніку поточних подій».

Крім того, вона писала листи на підтримку співгромадян, яких вважала невинними. Зокрема, Калістратова написала відкритий лист на підтримку В. Буковського.

## Кримінальне переслідування
Після кількох політичних процесів Калістратова сама опинилася під слідством КДБ. У її квартирі, як і у квартирах її друзів і родичів багато разів проводилися обшуки; вилучалися листи, документи, аудіоплівки та касети, а також друкарські машинки. У 1981 році проти Калістратової було порушено кримінальну справу за статтею 190-1 (Поширення завідомо неправдивих вигадок, що порочать радянський державний і суспільний лад). Прихильники наполягали на відсутності якого б то не було кримінального елементу в прагненні людини здійснювати право на свободу інформації згідно зі статтею 19 Загальної декларації прав людини і документами Організації з безпеки і співробітництва в Європі.
Адвокат в руках слідства, захисник у ролі свідка або обвинуваченого представлявся слідчому Воробйову особливо цікавим і важливим джерелом інформації. Взагалі від поведінки правозахисників на допитах залежить не тільки його репутація, але і долі інших правозахисників.
Іноді знання законів дозволяє піти від небезпечних питань слідства, не даючи неправдивих свідчень і не відмовляючись від дачі показань, і не даючи матеріал, який міг би допомогти слідству порушувати права інших правозахисників. Просіювання питань через сито «ПЛІД», описаної Володимиром Альбрехтом робить питання слідства неефективними у доказовій частині. Однак в умовах, коли вирок виноситься на основі інструкцій і понять про соціалістичну законність, а не законів, будь-яка інформація про друзів, отримана досвідченим психологом, може бути використана (і використовувалася) для придушення правозахисного руху й усунення інакомислення. Крім того, послідовне використання сита «ПЛІД» вимагає постійної напруги.
У 1984 році кримінальну справу проти Софії Калістратова було припинено у зв'язку з віком і станом здоров'я, але Калістратова наполягала на своїй невинності («Я готова постати перед будь-яким голосним судом!»), І добилася перегляду постанови. У 1988 році Прокуратура м. Москви скасувала постанову 1984 року і постановила припинити кримінальну справу стосовно Софії Калістратової «за відсутністю в її діях складу злочину».

## Пам'ять
Померла 5 грудня 1989. Похована на Востряковському кладовищі в Москві. У 1997 році була нагороджена посмертно золотою медаллю Гільдії російських адвокатів.
В місті Рильську на будинку, де проживала Софія Калістратова, встановлена пам'ятна дошка.